# Утагава Хиросада
Утагава Хиросада (яп. 歌川 廣貞; 1810—1864), также известный как Кониси Хиросада (小西 廣貞), — мастер японской гравюры, один из ведущих мастеров осакской школы укиё-э середины XIX века. Настоящее имя — Кёмаруя Сёдзиро. Ученик Утагава Кунимасы.
Сёдзиро недолгое время был учеником Утагава Кунисады (歌川 国貞). Именно от последнего иероглифа имени учителя (貞) был взят псевдоним Садахиро (貞廣). В 1847 году художник сменил известное на тот момент имя Садахиро на неизвестное никому Хиросада (廣貞). Возможно, причиной этому послужили проведённые в области искусства реформы годов Тэмпо (1841—1843), с введением цензуры и преследованием по закону некоторых художников и литераторов.
Свою творческую жизнь Хиросада посвятил теме театра. В середине XIX века, после кратковременного запрета, кабуки пережил пик своей популярности. Вначале художник выполнял погрудные портреты актёров, которые служили афишами к спектаклям. После он стал создавать и жанровые гравюры на сюжеты театральных постановок.
Со временем Хиросада стал ведущим мастером якуся-э 1840—1850-х годов в Осаке.